# Nijkerk vasútállomás
Nijkerk vasútállomás vasútállomás Hollandiában, Nijkerk városában.

## Vasútvonalak
Az állomást az alábbi vasútvonalak érintik:
- Utrecht–Kampen-vasútvonal
- Nijkerk–Ede-Wageningen-vasútvonal

## Kapcsolódó állomások
A vasútállomáshoz az alábbi állomások vannak a legközelebb:
- Putten vasútállomás
- Amersfoort Vathorst vasútállomás